# Wilhelm Schalén
Wilhelm Fredrik Schalén, född den 14 juni 1858 i Stockholm, död där den 7 januari 1933, var en svensk ämbetsman. Han var far till Märta Schalén och farbror till Carl Schalén.
Schalén avlade hovrättsexamen vid Uppsala universitet 1882 och blev vice häradshövding 1884. Han blev amanuens i civildepartementet sistnämnda år, registrator 1891,  kansliråd 1900 och expeditionschef där 1918. Schalén var expeditionschef i kommunikationsdepartementet 1920–1925. Han blev ledamot av direktionen över Allmänna Änke- och Pupillkassan i Sverige 1907 (vice ordförande 1927). Schalén blev riddare av Nordstjärneorden 1902, kommendör av andra klassen av samma orden 1914 och kommendör av första klassen 1920. Han vilar i en familjegrav på Norra begravningsplatsen utanför Stockholm.